# Xã White Pigeon, Michigan
Xã White Pigeon (tiếng Anh: White Pigeon Township) là một xã thuộc quận St. Joseph, tiểu bang Michigan, Hoa Kỳ. Năm 2010, dân số của xã này là 3.753 người.